# Sartor elongatus
Sartor elongatus är en fiskart som beskrevs av Santos och Jégu, 1987. Sartor elongatus ingår i släktet Sartor och familjen Anostomidae. Inga underarter finns listade i Catalogue of Life.